# چهل و نهمین دوره جوایز هنری بکسانگ
مراسم چهل و نهمین دوره جوایز هنری بکسانگ (کره‌ای: 제۴۹회 백상예술대상؛ انگلیسی: 49th Baeksang Arts Awards) در تالار گرند پیس دانشگاه کیونگ هی در سئول، کره جنوبی در ۹ مه ۲۰۱۳ برگزار شد و از شبکه جی‌تی‌بی‌سی پخش شد. میزبانان مراسم کیم آه جونگ و جو وون بودند.

## نامزدها و برندگان
فهرست کامل نامزدها و برندگان:
(برندگان به صورت پررنگ در ابتدای فهرست مشخص شده‌اند)

### فیلم
| جایزه بزرگ | جایزه بزرگ |
| --- | --- |
| - ریو سونگ ریونگ – معجزه در سلول شماره ۷ | |
| بهترین فیلم | بهترین فیلم‌نامه |
| - مبدل‌پوش - پرونده برلین - معجزه در سلول شماره ۷ - پیتا - پسر گرگ‌نما | - جونگ بیونگ-گیل – اعتراف به قتل - هو سونگ هه، مین کیو دونگ – همه چیز درباره همسرم - جو سونگ هی – پسر گرگ‌نما - لی هوان کیونگ، کیم هوانگ‌سونگ، کیم یونگ‌سوک – معجزه در سلول شماره ۷ - پارک هون جونگ – دنیای جدید                        |
| بهترین بازیگر مرد | بهترین بازیگر زن |
| - ها جونگ-وو – پرونده برلین در نقش پیو جونگ‌سونگ - هوانگ جونگ-مین – دنیای جدید در نقش جونگ چونگ - لی بیونگ هون – مبدل‌پوش در نقش پادشاه گوانگ‌هه/ها سون - ریو سونگ ریونگ – معجزه در سلول شماره ۷ در نقش لی یونگ گو - سونگ جونگ کی – پسر گرگ‌نما در نقش چول سو    | - کیم مین هی – Very Ordinary Couple در نقش جانگ یونگ - هان هیو جو – عشق ۹۱۱ در نقش می سو - ایم سو-جونگ – همه چیز درباره همسرم در نقش یون جونگ این - جو مین-سو – پیتا در نقش جونگ می سون - لی جونگ هیون – نوجوان مجرم در نقش هیو سونگ |
| بهترین بازیگر نقش مکمل مرد | بهترین بازیگر نقش مکمل زن |
| - ما دونگ-سوک – The Neighbor در نقش آن هیوک مو - چو جین-وونگ – عدد کامل در نقش جو مین بوم - اوه دال-سو – معجزه در سلول شماره ۷ در نقش سو یانگ هو - پارک سونگ وونگ – دنیای جدید در نقش لی جونگ گو - ریو سونگ ریونگ – همه چیز درباره همسرم در نقش جانگ سونگ کی | - جو اون جی – The Concubine در نقش گوم اوک - جون جی-هیون – دزدان در نقش ینی‌کال - مون جونگ هی – Deranged در نقش گیونگ سون - پارک شین هه – معجزه در سلول شماره ۷ در نقش بزرگسالی یه سونگ - شین سو یول – شریک من در نقش سو یون          |
| بهترین بازیگر تازه‌کار مرد | بهترین بازیگر تازه‌کار زن |
| - جی ده هان – A Wonderful Moment در نقش یونگ گوانگ - دو جی-هان – برج در نقش لی سون وو - ایم سولونگ – ۲۶ سال در نقش کوان جونگ هیوک - کیم بوم – The Gifted Hands در نقش کیم جون - سو یونگ-جو – نوجوان مجرم در نقش جانگ جی گو                                   | - هان یه-ری – مثل یک تیم در نقش یو سون-بوک - جونگ اون-چه – هه‌وون دختر هیچ‌کس در نقش هه‌وون - کال سو وون – معجزه در سلول شماره ۷ در نقش یه سونگ - کیم گو-اون – اون‌گیو در نقش هان اون گیو - نام بورا – Don't Cry, Mommy در نقش اون آه    |
| بهترین کارگردان | بهترین کارگردان تازه‌کار |
| - چو چانگ-مین – مبدل‌پوش - چوی دونگ هون – دزدان - کیم کی-دوک – پیتا - مین کیو دونگ – همه چیز درباره همسرم - ریو سونگ-وان – پرونده برلین | - جو سونگ هی – پسر گرگ‌نما - چو گون هیون – ۲۶ سال - کیم هی – The Neighbor - مون هیون سونگ – مثل یک تیم - پارک هون جونگ – دنیای جدید                                                                                                   |
| محبوب‌ترین بازیگر مرد | محبوب‌ترین بازیگر زن |
| - کیم دونگ وان – Deranged در نقش جه پیل | - پارک شین هه – معجزه در سلول شماره ۷ در نقش بزرگسالی یه سونگ |

### تلویزیون
| جایزه بزرگ | بهترین درام |
| --- | --- |
| - یو جه سوک – Infinite Challenge | - The Chaser - نورها و سایه‌ها - خانواده جدید - مدرسه ۲۰۱۳ - How Long I've Kissed |
| بهترین برنامه آموزشی | بهترین برنامه سرگرمی |
| - A Korean's Dinner Table - Superfish - Food X-Files - The Last Empire - Kingmaker | - Dad! Where Are We Going? - National Team - Hello Counselor - قانون جنگل - کمپ شفا |
| بهترین کارگردان | بهترین فیلم‌نامه |
| - کیم کیو ته – بادی که در آن زمستان وزید - جو نام کوک – تعقیب - کیم هیونگ سوک – خانواده جدید - کوان سوک جانگ، لی یون جونگ – زمان طلایی - لی جو هوان – نورها و سایه‌ها                                                                                  | - پارک کیونگ سو – تعقیب - چوی هی را – زمان طلایی - ها میونگ هی – می‌توانیم ازدواج کنیم؟ - لی وو جونگ – پاسخ به ۱۹۹۷ - پارک جی اون – خانواده جدید |
| بهترین بازیگر مرد | بهترین بازیگر زن |
| - سون هیون-جو – تعقیب در نقش کارآگاه بک هونگ سوک - لی سانگ یون – دخترم سویونگ در نقش کانگ وو جه - لی سونگ مین – زمان طلایی در نقش چوی این هیوک - اوم ته وونگ – مرد استوایی در نقش کیم سون وو - یو جون سانگ – خانواده جدید در نقش تری کانگ/بانگ گی نام | - کیم هی-ئه – چقدر باید ببوسیم در نقش یون سو ره - کیم نام-جو – خانواده جدید در نقش چا یون هی - کیم سونگ ریونگ – ملکه جاه‌طلب در نقش بک دو کیونگ - لی بو یونگ – دخترم سویونگ در نقش لی سو یونگ - سونگ هه-کیو – بادی که در آن زمستان وزید در نقش اوه یونگ |
| بهترین بازیگر تازه‌کار مرد | بهترین بازیگر تازه‌کار زن |
| - لی هی جون – خانواده جدید در نقش چون جه یونگ - کیم وو-بین – مدرسه ۲۰۱۳ در نقش پارک هونگ سو - جو جونگ سوک – پادشاه دو دل در نقش اون شی کیونگ - لی جونگ شین – دخترم سویونگ در نقش کانگ سونگ جه - سو این گوک – پاسخ به ۱۹۹۷ در نقش یون یون جه           | - جونگ اون-جی – پاسخ به ۱۹۹۷ در نقش سونگ شی وون - چوی یون یونگ – دخترم سویونگ در نقش چوی هو جونگ - لی یو بی – مرد بی‌گناه در نقش کانگ چوکو - پارک سه یونگ – سرنوشت در نقش پرنسس نوگوک - یون جین یی – شخصیت یک مرد محترم در نقش ایم مه آه‌ری              |
| بهترین مجری ورایتی مرد | بهتری مجری ورایتی زن |
| - کیم بیونگ مان – قانون جنگل - کیم جون هو – Gag Concert - یو جه سوک – رانینگ من, Infinite Challenge - کالتو – Hello Counselor - هو کیونگ هوان – Gag Concert                                                                                           | - شین بو را – Gag Concert - سونگ جی هیو – رانینگ من - لی یونگ جا – Hello Counselor - کیم جی مین – Gag Concert - هان هه جین – کمپ شفا |
| محبوب‌ترین بازیگر مرد | محبوب‌ترین بازیگر زن |
| - پارک یو چون – دلم برات تنگ شده در نقش هان جونگ وو | - کوان یو ری – پادشاه مد در نقش چوی آنا |